# Championnat du monde de beach soccer 2003
Navigation
2002 2004
Le Championnat du monde de beach soccer 2003 est la 9e édition de la coupe du monde de beach soccer qui s'est déroulée sur la plage de Copacabana à Rio de Janeiro. L'équipe du Brésil remporte son huitième titre.

## Équipes participantes
- Brésil

- Espagne

- États-Unis

- France

- Italie

- Japon

- Portugal

- Uruguay

## Déroulement
Les équipes sont divisées en deux groupes de 4 équipes. Les deux premiers de chacun d'entre eux sont qualifiés pour les demi- finale.

## Phase de groupe

### Groupe A
| Équipe     | Pts | J | V | N | D | Bp | Bc | Diff |
| ---------- | --- | - | - | - | - | -- | -- | ---- |
| Brésil     | 9   | 3 | 3 | 0 | 0 | 26 | 6  | 20   |
| Espagne    | 6   | 3 | 2 | 0 | 1 | 19 | 13 | 6    |
| Italie     | 3   | 3 | 1 | 0 | 2 | 11 | 19 | -8   |
| États-Unis | 0   | 3 | 0 | 0 | 3 | 8  | 26 | -18  |

| 16 février 2003 | Brésil | 6–3 | Espagne |  |  |
|                 |        |     |         |  |  |

| 17 février 2003 | Espagne | 8–3 | États-Unis |  |  |
|                 |         |     |            |  |  |

| 18 février 2003 | Brésil | 7–2 | Italie |  |  |
|                 |        |     |        |  |  |

| 19 février 2003 | Italie | 5–4 | États-Unis |  |  |
|                 |        |     |            |  |  |

| 20 février 2003 | Brésil | 13–1 | États-Unis |  |  |
|                 |        |      |            |  |  |

| 21 février 2003 | Espagne | 8–4 | Italie |  |  |
|                 |         |     |        |  |  |

### Groupe B
| Équipe   | Pts | J | V | N | D | Bp | Bc | Diff |
| -------- | --- | - | - | - | - | -- | -- | ---- |
| France   | 6   | 3 | 2 | 0 | 1 | 20 | 14 | 6    |
| Portugal | 6   | 3 | 2 | 0 | 1 | 14 | 10 | 4    |
| Uruguay  | 6   | 3 | 2 | 0 | 1 | 9  | 9  | 0    |
| Japon    | 0   | 3 | 0 | 0 | 3 | 4  | 14 | -10  |

| 16 février 2003 | Uruguay | 2–1 | Japon |  |  |
|                 |         |     |       |  |  |

| 17 février 2003 | France | 8–6 | Portugal |  |  |
|                 |        |     |          |  |  |

| 18 février 2003 | Portugal | 5–1 | Japon |  |  |
|                 |          |     |       |  |  |

| 19 février 2003 | Uruguay | 6–5 | France |  |  |
|                 |         |     |        |  |  |

| 20 février 2003 | Portugal | 3–1 | Uruguay |  |  |
|                 |          |     |         |  |  |

| 21 février 2003 | France | 7–2 | Japon |  |  |
|                 |        |     |       |  |  |

## Phase finale

### Demi-finales
| 22 février 2003 | Espagne | 5–4 | France |  |  |
|                 |         |     |        |  |  |

| 22 février 2003 | Brésil | 7–2 | Portugal |  |  |
|                 |        |     |          |  |  |

### Match pour la3eplace
| 23 février 2003 | Portugal | 7–4 | France |  |  |
|                 |          |     |        |  |  |

### Finale
| 23 février 2003 | Brésil | 8–2 | Espagne |  |  |
|                 |        |     |         |  |  |

## Statistiques

### Classement
| Place              | Équipe     |
| ------------------ | ---------- |
| Médaille d'or      | Brésil     |
| Médaille d'argent  | Espagne    |
| Médaille de bronze | Portugal   |
| 4                  | France     |
| 5                  | Uruguay    |
| 6                  | Italie     |
| 7                  | Japon      |
| 8                  | États-Unis |

### Trophées individuels
- Meilleur joueur :  Amarelle
- Meilleur buteur :  Neném (15 buts)
- Meilleur gardien :  Robertinho

## Source
(en) Beach Soccer World Cup 2003 sur rsssf.com